# Publius Cornelius Rutilus Cossus
Pour les articles homonymes, voir Publius Cornelius Cossus.
Publius Cornelius Rutilus Cossus est un homme politique de la République romaine, dictateur en 408 et tribun militaire à pouvoir consulaire en 406 av. J.-C.

## Famille
Il est membre des Cornelii Cossi, branche de la gens patricienne Cornelia. Il est le fils d'un Marcus Cornelius et le petit-fils d'un Lucius Cornelius. Son nom complet est Publius Cornelius M.f. L.n. Rutilus Cossus. Il pourrait être le frère de Servius Cornelius Cossus, tribun consulaire en 434 av. J.-C., et d'Aulus Cornelius Cossus, consul en 428 av. J.-C.

## Biographie

### Dictature (408)
En 408 av. J.-C., le tribun consulaire Caius Servilius Ahala nomme Publius Cornelius dictateur pour mener à bien une campagne militaire contre les Èques et les Volsques, malgré l'opposition des deux autres tribuns Caius Iulius Iullus et Publius Cornelius Cossus,. Une fois dictateur, Publius Cornelius prend Ahala comme maître de cavalerie. Il remporte plusieurs victoires sur les Èques et les Volsques,.

### Tribunat consulaire (406)
Publius Cornelius est élu tribun consulaire en 406 av. J.-C. avec trois autres patriciens pour collègues : Cnaeus Cornelius Cossus, Numerius Fabius Ambustus et Lucius Valerius Potitus.
Les tribuns consulaires poursuivent la guerre contre les Volsques et se répartissent sur plusieurs fronts. Publius Cornelius se dirige vers Ecetrae tandis que Numerius Fabius prend Anxur et que Lucius Valerius lance une attaque sur Antium. C'est durant leur mandat qu'est introduite pour la première fois la paye pour les soldats,.